# Jože Gregorčič
Jože Gregorčič (partizansko ime Jože Gorenjc; Volosko kraj Rijeke, 30. srpnja 1903. - Ratitovec, 9. rujna 1942.), sudionik Španjolskoga građanskog rata i Narodnooslobodilačke borbe, narodni heroj Jugoslavije.

## Biografija
Rođen je 30. srpnja 1903. godine u Voloskom kraj Rijeke.
Član Komunističke partije Jugoslavije postao je 1931. godine.
Godine 1936. prijavio se za odlazak u Španjolsku, ali mu je partijsko rukovodstvo dozvolilo odlazak tek 1937. godine. Tijekom rata bio je borac u Petnaestoj, a zatim 129. internacionalnoj brigadi kao komesar čete, a zatim komesar bataljona "Dimitrov" u činu kapetana.
Sudionik Narodnooslobodilačke borbe je od 1941. godine. Od 28. srpnja 1941. bio je komandir Jeseničke partizanske čete, a od 5. kolovoza zapovjednik bataljuna "Ivan Cankar".
Poginuo je nakon upada u zasjedu njemačkih vojnika 9. rujna 1942. godine na planini Ratitovcu.
Ukazom Prezidijuma Narodne skupštine Federativne Narodne Republike Jugoslavije od 5. srpnja 1951. godine proglašen je narodnim herojem.